# Barranc de la Comallavei
El barranc de la Comallavei és un barranc, afluent del riu de Manyanet. Discorre per l'antic terme de Benés, de l'Alta Ribagorça, tot i que administrativament pertany al terme de Sarroca de Bellera, al Pallars Jussà.
Es forma al vessant sud de la Pica de Cerví, des d'on davalla primer cap al sud i després cap al sud-est, fins al fons de la vall del riu de Manyanet, prop de la Borda de Rafel, al nord-est de Manyanet.